# Мария Мануэла Португальская
Мари́я Мануэла (Мануи́ла) Португа́льская (15 октября 1527[…], Коимбра — 12 июля 1545, Вальядолид) — португальская принцесса, первая жена короля Испании Филиппа II.

## Биография
Мария Мануэла Португальская родилась 15 октября 1527 года в Коимбре, её родителями были король Португалии Жуан III и дочь королевы Испании Хуаны I Безумной - Екатерина Австрийская. Она была одним из двух детей пары, переживших детство. В юности Мария получила гуманистическое образование, которое считалось обыкновенным для принцессы того времени.
В 1543 году португальская принцесса вышла замуж за своего двоюродного брата (по линии матери) - Филиппа Габсбурга. Поскольку они были близкими родственниками — Филипп был двоюродным братом невесте одновременно и по отцу и по матери — для их бракосочетания требовалась папская диспенсация, которая и была без осложнений получена. 8 июля 1545 года она родила наследника престола дона Карлоса, который, однако, был физически и душевно больным, что, возможно, являлось следствием близкого родства супругов. Мария умерла через четыре дня после рождения сына от послеродового кровотечения. Первоначально она была похоронена в Королевской капелле Гранады, но позже останки перенесены в королевский пантеон монастыря Эскориал.